# Berta Ambrož

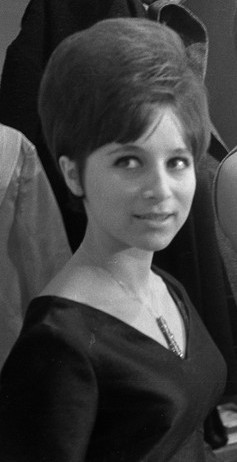
Berta Ambrož no festival Opatija '65

Berta Ambrož (29 de outubro de 1944 - 1 de julho de 2003) foi uma cantora da Jugoslávia. Em 1966 ganhou a final Jugoslava com canção Brez besed (Sem palavras), na Eurovisão terminou em 7º lugar com 9 pontos.